# Стадион Алдо Дросина
Стадион Алдо Дросина је фудбалски стадион у Пули, Хрватска. Стадионом управља Јавна установа Пула спорт. Своје домаће утакмице на њему играју НК Истра 1961 и НК Истра.
Стадион је добио име по легендарном пулском фудбалеру и тренеру Алду Дросини (1932–2000). Стадион је првобитно изграђен 1939. године, 90-их је био делимично реновиран али је тек у периоду од 2009. до 2010. комплетно реновиран.
Дана 16. фебруара 2009. потписан је уговор за његову обнову, како би задовољавао све критеријуме ХНС-а и УЕФА-е. У склопу обнове изграђена је комплетно нова западна трибина са кровом, чиме се капацитет стадиона повећао на 9.000 места. Такође су постављени рефлектори, модеран семафор и столице на све трибине, чиме стадион испуњава све услове за играње међународних утакмица. Уз главни стадион, сређена су и два помоћна игралишта са вештачком травом.
Дана 9. фебруара 2011. репрезентација Хрватске је пријатељском утакмицом са Чешком Републиком (4:2) свечано отворила реновирани стадион пред 9.000 гледалаца.